# Cyphastrea hexasepta
Cyphastrea hexasepta är en korallart som beskrevs av Veron, Turak och DeVantier 2002. Cyphastrea hexasepta ingår i släktet Cyphastrea och familjen Faviidae. IUCN kategoriserar arten globalt som sårbar.
Artens utbredningsområde är Röda havet. Inga underarter finns listade i Catalogue of Life.